# 富沢美智恵
富沢 美智恵（とみざわ みちえ、1961年10月20日 - ）は、日本の声優、女優、歌手、ナレーター。
長野県上田市生まれ、群馬県高崎市育ち。青二プロダクション所属。
旧芸名は富沢 美智江（とみざわ みちえ）。

## 経歴

### 生い立ち
長野県丸子町（現：上田市）で誕生し、小学4年生の時に父の仕事の関係で群馬県新町（現：高崎市）へ転居する。幼い頃は山猿のような子供で、山に登ったり、木に登ったり、柿の実を取って食べたりと、いつも暗くなるまで外で遊んでいた。男の子とドッジボールをして遊んだり、鉄棒をするのも好きであったという。その頃はショートカットで、あまりお人形遊びはしないなど、全然女の子らしくなかった。幼少期を長野県で過ごしていた時は、四方八方全部山だったこともあり、四季折々の風景を見たり、野菜や果物を食べて育ったことから、とても幸せだったと語る。
一方、人前で話したり歌ったりするのも好きだったといい、小さい頃からピアノを習ったりしていた。また小さい頃は子供が好きで、保母になりたかったという。この頃にディズニーアニメや『科学忍者隊ガッチャマン』『宇宙戦艦ヤマト』といったテレビアニメに傾倒し、キャラクターになったり登場する乗り物に乗るのはどうすべきか考えた結果、声を吹き込むことでキャラクターに命を与える声優を意識し始める。だが当時は声優が一般にクローズアップされておらず、東京に集中する有名劇団に入団するわけにもいかなかった。親も強く反対し、高校を出るまではやるべきことをきちんとしてから東京に行くと決心した。
小学生時代から文武両道で、学生時代はクラス委員をしており、弁論大会に出場した経験も持つ。小学校時代に友人とグループを組んでバンド活動などをしていた。中学1年生で当時流行していたフィンガー5のものまねコンテストに優勝して群馬テレビに出演していたこともある。スポーツ好きであり、小学校時代はスイミングクラブにスカウトされ、水泳で県大会の個人4位を獲得。高崎市立新町中学校時代はバレーボール部に所属して、バレーボールのライトアタッカーとして活躍。
中学2年生くらいから、「アニメの声優になりたいな」と思い始め、日増しに本気になっていったという。そうすると「上京しなきゃいけない」「親を説得しないとダメだ」と思い、そのために群馬県立高崎商業高等学校時代にはバスケットボール部に所属、NHKの通信教育で声優の勉強をする。その時に「いい成績でそれを卒業すれば、親もわかってくれるんじゃないか」と思い、一生懸命に勉強していた。父は賛成したものの母が猛反対したため、母を2年かけて説得していた。進路を決める時期になるとバスケ部の主力であった自分に大学推薦や大手企業の推薦、実業団からの勧誘があった。特に実業団からの強い誘いがあり、実業団監督らと話し合い、親と校長は入部派で心が揺らいだが、監督から「声が特に大きく明るいあなたのようなムード―メーカーがマネージャーとしてほしい」と言われ、選手として誘われているわけではなかったと知り断った。

### キャリア
高校卒業後は両親を説得し、「25歳までに芽が出なかったら帰ってくる」と約束して上京、四畳一間の古いアパートに住み込みアルバイトをしながら、俳協付属俳優養成所を受験して、東京俳優生活協同組合（俳協）のオーディションに合格。既にこの時のために、ひそかに勝田久の通信教育「声優講座」で基礎を学び、受験準備は出来ていたという。養成所時代、勝田の担当していた演技話法の成績はトップクラスで、勝田からはいつも「富沢は必ず売れるよ、頑張れよな!」と励まされていたという。養成所入所から半年でNHK教育テレビ『うちのひと がっこうのひと』のオーディションに合格し、声優になることに反対していた両親は短期間で結果を出した娘を手のひらを反して大喜びした。俳協に入って始めの頃はNHKで1983年から1984年に放送された朝の連続テレビ小説『おしん』に10回ほど出演するなど顔出しの仕事が多く、声優を目指していたのにそういったことをやっているのが不安であったという。また当時は太っていたため、実写での出演に抵抗があり、演技も自分がしたいものにまでたどり着けずに叩かれ、デビュー早々やめようかと苦悩していた。声優の道に軌道修正を図るが、その頃は真田広之のファンで、志穂美悦子のアクションに惹かれ、スポーツで鍛えた体でアクション女優を目指し、当時ブームだったジャパンアクションクラブ（現：ジャパンアクションエンタープライズ、以後JAC）の養成所1期生として入所。JACでは志穂美悦子に次ぐ年長（22歳）で、既に女優としてキャリアをスタートさせており、更に芝居やダンスといった基礎や体も鍛えていたことで千葉真一の目に留まり、特待生になった。
声優の仕事は、1983年から『亜空大作戦スラングル』『愛の戦士レインボーマン』のゲスト出演を経て、『聖戦士ダンバイン』で準レギュラーのエル・フィノ役を獲得。その後、アニメの仕事が遠のき、1984年に『超電子バイオマン』のオーディション直前にアニメ『超時空騎団サザンクロス』の主人公のジャンヌ役に合格、JACからは「ここで女優と両立してほしい」と言われたが、声優業に重きを置いた活動を行うようになり、約1年間在籍したJACを退所。
JACの他にもアクションクラブ若駒にて、アクションや殺陣を学んでいたという。
1985年に高橋美紀とのツインボーカルバンド「雨に神様」で『第29回 ヤマハポピュラーソングコンテスト』本戦に出場、4部門受賞した。歌手デビューのオファーもあり、仮レコーディングも終えてロッテリアのCMソングも決まっていたが高橋とは音楽の方向性や事務所が異なることでデビューは断念した。同年新宿ルイードにて富沢美智恵ソロライブを開催。
1987年、芸名を『富沢美智恵』に改名し、青二プロダクションに移籍。「美智江」から「美智恵」に改名した理由は友人によく当たる姓名判断をする人物がおり、その人物に見て貰ったからだという。1987年時点で「仕事を始めて7年、今までの自分から脱皮して、もっと自分のキャラクターを前面に押し出したいな」と思っており、その時に「「江」の字は堅実で常識的な性格を表すのに対して、「恵」に変えると、何を考えてるのか分からないような、不思議さが引き出される」と言われて、「事務所も変わるし、ちょうどいい機会だ」と思ったという。
2001年に結婚したが、この直後は仕事の量を抑えるために『サクラ大戦シリーズ』の神崎すみれ役を一時降板。その際『サクラ大戦新春歌謡ショウ 神崎すみれ引退記念公演 春恋紫花夢惜別』での神崎すみれ役降板の発表が「声優引退」と誤報されたこともあった。実際に引退ではなく、神崎すみれ役も2005年夏のスーパー歌謡ショウ『新・青い鳥』で完全復帰。以降、ファイナル公演『新・愛ゆえに』や武道館ライブ等、その後の『サクラ大戦』のショウやライブ、ゲーム作品等に出演している。
仕事では歌が特に好きだといい、ライブでの共演者や観客との一体感などに浸れるのが至福の時だという。一方でラジオ番組が1番の不得意だといい、その理由として、人に対して目を見て話すのはいいがマイクに向ってリスナーに話すのが苦手で自分が楽しめないとしている。

## 人物・特色
- 音域はアルト - メゾソプラノ[10]。方言は群馬弁[10]。
- 役柄としては、気が強い・高飛車・セクシーなキャラクターを演じることに定評があるが、その一方で清純で大人しいそうなキャラクターも演じている[37]。
- 好奇心旺盛で声優のみならず交友関係も幅広く、泉谷しげるとチャリティーライブを行ったり、ザ・ゴールデン・カップスとアルバムを出すなどしている[38]。
- パソコン通信の時代にNECのPC-VAN（現：BIGLOBE）で正式に仕事として【何か】を行った初めての声優。富沢がナレーションしたCMボイスには、当時決して一般的でなかったダウンロード等のIT用語を使った説明が入り、無料公開されていた。
- 後楽園時代からの北海道日本ハムファイターズの大ファンであり、自宅に本人からプレゼントされた田中幸雄のユニフォームがある。ファンになったきっかけは声優グランプリでの田中との対談であった[39]。富沢は後に週刊ベースボールで、声優としては初めて同誌からの取材（インタビュー）を受けた[注 1]。1996年7月9日の日本ハム対西武戰では東京ドームに観戦に訪れたが、そこで急遽始球式をすることになり、事前に投球練習もした上でノーバウンド投球を披露した[40]。
- 堀江美都子プロデュースのアニソン女子部のイベントやライブにも精力的に出演しており[41][42][43]、『セーラームーン』や『サクラ大戦』など出演した作品のテーマソングを歌うことが多い。また同ライブのコントやトークショーでは自分の演じたキャラクターのセリフや作中の名場面を再現することで、度々場を盛り上げている。コスプレをして参加することもあり、2007年の夏の公演ではセーラーマーズの衣装を着て司会進行を務めた。
- マイケル・ジャクソンの大ファン。ライブの席が偶然最前列の真ん中だった為、ステージに上がり本人にキスをされたこともある[44]。その瞬間がマスコミに撮影され、新聞にまで掲載され、本人はその時の記事と写真を大切に取っており、声優紹介番組『ヴォイスアクター』でそれを公開したことがある。
- 結婚式の際、『美少女戦士セーラームーン』の主要声優5人が「ムーンライト伝説」を歌い、『サクラ大戦』の共演者が「檄!帝国華撃団」を歌い、JAC関係者が殺陣を演じた。
- 趣味はヨガ、ウィンドウショッピング、特技は殺陣、子供をあやすこと[10]。
- 兄がいる[4]。
- 林原めぐみや水谷優子の3人による声優ユニット「ARIEL」として、キャンディーズの『危い土曜日』をカバーしたことがある。
- 同じARIELのメンバーだった水谷優子の死後に『天地無用!』シリーズの九羅密美星役を引き継いだ。

### 美少女戦士セーラームーン
- 「これナシには私はありえないという代表作に間違いないです」と語るほど、『セーラームーン』を代表作に挙げている一方で[45]、レイの性格が原作の「孤高を好み物静かで理知的に振る舞うクールビューティー」から「愉快で騒がしいミーハーなキャラクター」に変化していったことには、「ギャグキャラになって残念」と述べたこともある[46]。なお、アニメ版のレイの性格は、同年に放送を開始したレイと同じく富沢の代表作の1つ『クレヨンしんちゃん』の「まつざか梅」そのものである（性格はもちろんのこと、本作の月野うさぎのように「喧嘩するほど仲が良い」関係〈同僚の吉永みどり〉がいたりと共通点が多い）。

## 出演
太字はメインキャラクター。

### テレビアニメ
1983年
- 愛の戦士レインボーマン
- 亜空大作戦スラングル（メリサ）
- おちゃめ神物語コロコロポロン（スキュラ）
- 機甲創世記モスピーダ（子供）
- 銀河疾風サスライガー（アイリーン）
- 聖戦士ダンバイン（1983年 - 1984年、エル・フィノ）

1984年
- あした天気になあれ（エッコ）
- 重戦機エルガイム（インフォメーター）
- 超攻速ガルビオン（リンダ）
- 超時空騎団サザンクロス（ジャンヌ）
- ミームいろいろ夢の旅（ひろ子）

1985年
- うる星やつら（亜美）
- 昭和アホ草紙あかぬけ一番!（1985年 - 1986年、篝川ルリ）
- 星銃士ビスマルク
- ふたり鷹（パトリシア・ウェラー）

1986年
- Oh!ファミリー（デビー）
- がんばれ!キッカーズ（高田哲也）
- 青春アニメ全集（幸子）
- 生徒諸君!心に緑のネッカチーフを（清水キャプテン）
- 光の伝説（椎名葉月）
- 六三四の剣（風戸美奈）

1987年
- 愛の若草物語（ベル）
- きまぐれオレンジ☆ロード（春日まなみ）
- ゲゲゲの鬼太郎（第3作）（カルメン、里子、ジニヤー）
- 新メイプルタウン物語 パームタウン編（アンドリュース、フローレンス）
- Bugってハニー
- ビックリマン（1987年 - 1989年、ヴィーナス白雪）

1988年
- グリム名作劇場（次女）
- シティーハンター2（遥）
- 闘将!!拉麵男（タケノコ）
- ついでにとんちんかん（野々山礼子）
- ひみつのアッコちゃん（1988年 - 1989年、聖子、テディ）
- 燃える!お兄さん（サンディ・ウーパー）

1989年
- 悪魔くん（灰怒羅）
- 美味しんぼ（正木の妻）
- ピーターパンの冒険（フローラ）

1990年
- かりあげクン（若山美穂）
- ギャラクシーハイスクール（ブーイ）
- もーれつア太郎（姫香）

1991年
- ちいさなおばけアッチ・コッチ・ソッチ（すみれ先生）
- ハイスクールミステリー学園七不思議（一条みずき）
- まじかる☆タルるートくん（小太郎の姉）

1992年
- キン肉マン キン肉星王位争奪編（ビビンバ）
- クレヨンしんちゃん（1992年 - 、まつざか梅）
- スーパービックリマン（静女天）
- 超電動ロボ 鉄人28号FX（フーメイシー）
- 美少女戦士セーラームーンシリーズ （1992年 - 1997年、火野レイ / セーラーマーズ） - 5シリーズ

1993年
- GS美神（小笠原エミ）
- ツヨシしっかりしなさい（百合）
- ミラクル☆ガールズ（細川春香）

1994年
- マンフィーのふしぎな冒険（電気うなぎ）

1995年
- 空想科学世界ガリバーボーイ（ニキータ）
- それいけ!アンパンマン（1995年 - 2024年、アメダマぼうや〈2代目〉、のれんちゃん、マーマレードさん〈2代目〉）

1996年
- エルフを狩るモノたち（1996年 - 1997年、小宮山愛理） - 2シリーズ
- 怪盗セイント・テール（智子）

1997年
- キューティーハニーF（ファンタスティック・バタフライ）
- 金田一少年の事件簿（1997年 - 1998年、緒方夏代、冬堂あけみ）

1998年
- ああっ女神さまっ（1998年 - 2006年、火狩） - 2シリーズ
- ドクタースランプ（1998年 - 1999年、アキコさん、摘おかあさん / 摘おくさん）
- Bビーダマン爆外伝（ダークびじん）
- 遊☆戯☆王（保健医）
- LET'S ぬぷぬぷっ（設楽百合恵先生）
- ロードス島戦記-英雄騎士伝-（レイリア）

1999年
- アニメ愛のあわあわアワー おるちゅばんエビちゅ（ご主人ちゃま）
- 未来少年コナンII タイガアドベンチャー（シュナイダー）

2000年
- サクラ大戦TV（神崎すみれ）
- 週刊ストーリーランド 謎の老婆シリーズ「おちるワイン」（山本桂子）
- 名探偵コナン（2000年 - 2024年、長谷川郁代、寅倉瑠莉、前田江美）

2003年
- 高橋留美子劇場（白鳥）
- ONE PIECE（ラキ）

2004年
- 勇午 〜交渉人〜（オリガ・エレノワ）

2005年
- ハチミツとクローバー（朱美）

2006年
- 地獄少女 二籠（馬場翔子）
- BLACK LAGOON（ロベルタ）
- 落語天女おゆい（お銀）

2007年
- ゲゲゲの鬼太郎（第5作）（黒鬼髪）

2008年
- はたらキッズ マイハム組（リィエン）

2009年
- こんにちは アン 〜Before Green Gables（エマーソン夫人、プリムソン夫人）
- ファイト一発!充電ちゃん!!（パルス・トランス）

2010年
- まじっく快斗（2010年 - 2015年、黒羽千影） - 2シリーズ

2011年
- 青の祓魔師（デックアルプ）

2012年
- ドラえもん（テレビ朝日版第2期）（保険ロボ）

2014年
- それでも世界は美しい（イラハ）

2020年
- 新サクラ大戦 the Animation（神崎すみれ）

2021年
- パズドラ（ポイズン毒島）
- ぐんまちゃん（みーみママ）
- 古見さんは、コミュ症です。（教頭）

### 劇場アニメ
1986年
- 強殖装甲ガイバー（瀬川瑞紀）
- プロジェクトA子（C子〈寿詩子〉）

1987年
- 勝利投手（坪内美子）

1988年
- きまぐれオレンジ☆ロード あの日にかえりたい（春日まなみ）
- 闘将!!拉麵男（タケノコ）

1989年
- ギャラガ HYPER PSYCHIC GEO GARAGA（ヤンヘラン）

1993年
- クレヨンしんちゃん アクション仮面VSハイグレ魔王（まつざか先生）
- 劇場版 美少女戦士セーラームーンR（火野レイ）
- メイクアップ!セーラー戦士（火野レイ）

1994年
- 劇場版 美少女戦士セーラームーンS（火野レイ）
- GS美神 極楽大作戦!!（小笠原エミ）

1995年
- クレヨンしんちゃん 雲黒斎の野望（まつざか先生）
- スペシャルプレゼント 亜美ちゃんの初恋 美少女戦士セーラームーンSuperS 外伝（火野レイ）
- 美少女戦士セーラームーンSuperS セーラー9戦士集結!ブラック・ドリーム・ホールの奇跡（火野レイ）

1996年
- ウルトラマンカンパニー（メトロちゃん）
- きまぐれオレンジ☆ロード 新きまぐれオレンジ☆ロード（春日まなみ）
- クレヨンしんちゃん ヘンダーランドの大冒険（まつざか先生）

1997年
- クレヨンしんちゃん 暗黒タマタマ大追跡（まつざか先生）

1998年
- クレヨンしんちゃん 電撃!ブタのヒヅメ大作戦（まつざか先生）

1999年
- クレしんパラダイス! メイド・イン・埼玉（まつざか先生）
- クレヨンしんちゃん 爆発!温泉わくわく大決戦（まつざか先生）

2000年
- クレヨンしんちゃん 嵐を呼ぶジャングル（まつざか先生）

2001年
- クレヨンしんちゃん 嵐を呼ぶ モーレツ!オトナ帝国の逆襲（まつざか先生）
- サクラ大戦 活動写真（神崎すみれ）

2003年
- クレヨンしんちゃん 嵐を呼ぶ 栄光のヤキニクロード（まつざか先生）

2006年
- クレヨンしんちゃん 伝説を呼ぶ 踊れ!アミーゴ!（まつざか先生）

2008年
- クレヨンしんちゃん ちょー嵐を呼ぶ 金矛の勇者（まつざか先生）

2009年
- クレヨンしんちゃん オタケベ!カスカベ野生王国（まつざか先生）

2012年
- クレヨンしんちゃん 嵐を呼ぶ!オラと宇宙のプリンセス（まつざか先生）

2014年
- クレヨンしんちゃん ガチンコ!逆襲のロボとーちゃん（まつざか先生）

2015年
- クレヨンしんちゃん オラの引越し物語 サボテン大襲撃（まつざか先生）

2016年
- クレヨンしんちゃん 爆睡!ユメミーワールド大突撃（まつざか先生）

2018年
- クレヨンしんちゃん 爆盛!カンフーボーイズ〜拉麺大乱〜（まつざか先生）

2020年
- クレヨンしんちゃん 激突! ラクガキングダムとほぼ四人の勇者（まつざか先生）

2023年
- しん次元! クレヨンしんちゃん THE MOVIE 超能力大決戦 〜とべとべ手巻き寿司〜（まつざか先生）

2024年
- クレヨンしんちゃん オラたちの恐竜日記（まつざか先生）

### OVA
1985年
- 吸血鬼ハンターD（ドリス）

1986年
- ガルフォース（ポニー）
- 湘南爆走族（三好民子）

1987年
- 真魔神伝 バトルロイヤルハイスクール（サンディ）
- たいまんぶるうす 清水直人編
- 花のあすか組! 新歌舞伎町ストーリー（堂本ミコ）
- バブルガムクライシス（リンナ山崎） - 2作品
- プロジェクトA子 シリーズ（1987年 - 1989年、C子〈寿詩子〉） - 3作品

1988年
- 1ポンドの福音（坂井）
- ドミニオン（ユニプーマ）

1989年
- ガルフォース地球章（サリー）
- きまぐれオレンジ☆ロード（1989年 - 1991年、春日まなみ） - 3作品
- Hi-SPEED JECY（ラティーナ・アスコット）
- 花のあすか組!2 ロンリーキャッツ・バトルロイヤル（堂本ミコ）
- 左のオクロック!!（摩美）

1990年
- スーパーリアル麻雀 麻雀バトルスクランブル（ミキ）
- ニューイヤー星調査行（ニューイヤー星少女）
- BE-BOP-HIGHSCHOOL（ミキ）
- A-Ko The VS / GRAY SIDE（C-KO）
- A-Ko The VS / BLUE SIDE（C-KO、ゼナ）

1991年
- ARIEL（美亜）
- ザ・学園超女隊（梨花）
- ダークキャット（夢宇童子）
- 魔獣戦士ルナ・ヴァルガー（ルナ・ド・リムズベル）

1992年
- グリーンレジェンド乱（ホンラン）
- JOKER マージナル・シティ（女ジョーカー）
- スクランブル・ウォーズ 突走れ!ゲノムトロフィーラリー（リンナ山崎、ポニー）

1994年
- 鬼切丸（砂岡）
- 銀河英雄伝説（エルフリーデ・フォン・コールラウシュ）
- ヤンキー烈風隊（加瀬美鈴）

1995年
- 3×3 EYES 〜聖魔伝説〜（ドンちゃん）
- Lesson XX（酒瀬川美咲）

1996年
- 地獄堂霊界通信（如月先生）

1997年
- サクラ大戦 桜華絢爛（神崎すみれ）

1999年
- 快刀乱麻 THE ANIMATION（琴原淑乃）
- サクラ大戦 轟華絢爛（神崎すみれ）
- BREAK-AGE（仁村美鈴）

2002年
- サクラ大戦 神崎すみれ 引退記念 す・み・れ（神崎すみれ）

2005年
- カレイドスター Legend of phoenix 〜レイラ・ハミルトン物語〜（リュー）

2010年
- BLACK LAGOON Roberta's Blood Trail（ロベルタ）

2016年
- 天地無用!魎皇鬼 第四期（九羅密美星〈2代目〉）

### Webアニメ
- いくぜっ! 源さん（2008年、母親）
- Starry☆Sky（2010年、颯斗の母）
- 名探偵コナン vs Wooo（2011年、探偵）
- クレヨンしんちゃん外伝 お・お・お・のしんのすけ（2017年、バブル姫）

### ゲーム
1991年
- イースIII [PCエンジン]（エレナ）
- ブライ 八玉の勇士伝説（リリアン・ランスロット）

1992年
- ブライ2 闇皇帝の逆襲（リリアン・ランスロット）

1993年
- アネット再び（アイシャ）
- 天外魔境 風雲カブキ伝（ゆめタロー）
- 美少女戦士セーラームーン（火野レイ）※スーパーファミコン版
- 美少女戦士セーラームーンR（火野レイ / セーラーマーズ）

1994年
- コズミック・ファンタジー4 銀河少年伝説 -激闘編- 光の宇宙の中で…（ジルベール）
- スーパーリアル麻雀PII＆PIIIカスタム（芹沢未来）
- 美少女戦士セーラームーン（火野レイ）※PCエンジン版
- 美少女戦士セーラームーン Collection（火野レイ）
- 美少女戦士セーラームーンS 今度はパズルでおしおきよ!（火野レイ）

1995年
- ガンナーズヘヴン（アッシュ）
- 超兄貴 〜究極無敵銀河最強男〜（弁天）
- 闘神伝2（ウラヌス）
- 美少女戦士セーラームーン ANOTHER STORY（レイ）
- 美少女戦士セーラームーンS（セーラーマーズ）
- 美少女戦士セーラームーンS くるっくりん（セーラーマーズ）
- 美少女戦士セーラームーンS 場外乱闘!? 主役争奪戦（火野レイ / セーラーマーズ）
- 美少女戦士セーラームーンSuperS ふわふわパニック（セーラーマーズ）
- 北斗の拳（ザキ）
- マージャンソード（ナレーション）
- クレヨンしんちゃん パズル大魔王の謎（まつざか先生）

1996年
- エンジェル・グラフィティ（まなみグレース）
- ガーディアンリコール 〜守護獣召喚〜（炎真由）
- サクラ大戦（神崎すみれ）
- 美少女戦士セーラームーンSuperS 真・主役争奪戦（セーラーマーズ / 火野レイ）
- 美少女戦士セーラームーンSuperS 全員参加!! 主役争奪戦（セーラーマーズ）
- 美少女戦士セーラームーン セーラースターズ ふわふわパニック2（セーラーマーズ）
- ボイスパラダイス（声&顔出し出演）
- 麻雀天使エンジェルリップス（香奈）
- デアラングリッサーFX（ソニア）

1997年
- エルフィンパラダイス（シナモン）
- エルフを狩るモノたち（小宮山愛理）
- エルフを狩るモノたち -完全版-（小宮山愛理）
- エルフを狩るモノたち -花札編-（小宮山愛理）
- 花組対戦コラムス（神崎すみれ）
- 快刀乱麻（琴原淑乃）
- クイズ美少女戦士セーラームーン（火野レイ / セーラーマーズ）
- サクラ大戦 蒸気ラジヲショウ（神崎すみれ）
- サクラ大戦 花組通信（神崎すみれ）
- だいすき（イェーナ・メルダース）
- トゥームレイダース（ジャクリーヌ・ナトラ）
- パワードール2（マーク・ピアスン）
- フリートーク・スタジオ マリの気ままなおしゃべり（ナナシー比留間）

1998年
- サウザンドアームズ（メータリア）
- サクラ大戦 帝撃グラフ（神崎すみれ）
- サクラ大戦2 〜君、死にたもうことなかれ〜（神崎すみれ）
- マール王国の人形姫（マージョリー）
- ラングリッサーV 〜The End of Legend〜（ブレンダ、マリーの母）

1999年
- 快刀乱麻 雅（琴原淑乃）
- スーパーロボット大戦シリーズ（1999年 - 2015年、エリス・ラディウス、エーデル・ベルナル、エル・フィノ） - 6作品
- リトルプリンセス マール王国の人形姫2（マージョリー）

2000年
- 花組対戦コラムス2（神崎すみれ）
- 大神一郎奮闘記 〜サクラ大戦歌謡ショウ「紅蜥蜴」より〜（神崎すみれ）
- 天使のプレゼント マール王国物語（マージョリー）

2001年
- キッズステーション クレヨンしんちゃん オラとおもいでつくるゾ!（まつざか梅）
- キッズステーション 美少女戦士セーラームーンワールド ちびうさとたのしいまいにち（レイ / セーラーマーズ）
- サクラ大戦3 〜巴里は燃えているか〜（神崎すみれ）
- サクラ大戦オンライン（神崎すみれ）

2002年
- イノセントティアーズ（加賀雪子）
- SDガンダム GGENERATION（2002年 - 2004年、エマ・シーン） - 2作品
- サクラ大戦4 〜恋せよ乙女〜（神崎すみれ）

2003年
- サクラ大戦 〜熱き血潮に〜（神崎すみれ）
- 魔界戦記ディスガイア（マージョリー）
- ONE PIECE グランドバトル! 3（ラキ）

2004年
- DIGITAL DEVIL SAGA アバタール・チューナー（ジェナ・エンジェル）
- NINJA GAIDEN（レイチェル）

2005年
- DIGITAL DEVIL SAGA アバタール・チューナー2（ジェナ・エンジェル）
- NINJA GAIDEN Black（レイチェル）
- バーンアウト リベンジ（ナレーション）

2006年
- クレヨンしんちゃん 最強家族カスカベキング うぃ〜（まつざか先生）
- クレヨンしんちゃん 伝説を呼ぶ オマケの都ショックガーン!
- 天外魔境 ZIRIA〜遥かなるジパング〜（蛇姫 / カーミラ）
- BLACK（マカーバー）

2007年
- アガレスト戦記（ヴィ・ラ＝ロア）
- クレヨンしんちゃんDS 嵐を呼ぶ ぬってクレヨ〜ン大作戦!
- NINJA GAIDEN Σ（レイチェル）
- バーンアウト ドミネーター（ナレーション）

2008年
- クレヨンしんちゃん 嵐を呼ぶ シネマランド カチンコガチンコ大活劇!
- 絶対衝激 〜PLATONIC HEART〜（広石倫）
- ドラマチックダンジョン サクラ大戦 〜君あるがため〜（神崎すみれ）
- 魔界戦記ディスガイア3（マージョリー）※ダウンロードコンテンツで登場

2009年
- アンティフォナの聖歌姫 〜天使の楽譜 Op.A〜（マージョリー）
- NINJA GAIDEN Σ2（レイチェル）
- 魔界戦記ディスガイア2 PORTABLE（マージョリー）

2010年
- クレヨンしんちゃん おバカ大忍伝 すすめ!カスカベ忍者隊!
- クレヨンしんちゃん ショックガ〜ン!伝説を呼ぶオマケ大ケツ戦!!（まつざかせんせい）
- ファイト一発! 充電ちゃん!! CC（パルス・トランス）

2011年
- クレヨンしんちゃん 宇宙DEアチョー!? 友情のおバカラテ!!

2012年
- 無双OROCHI 2 Special（レイチェル）

2013年
- DEAD OR ALIVE 5 ULTIMATE（レイチェル）

2014年
- クレヨンしんちゃん 嵐を呼ぶ カスカベ映画スターズ!（まつざか先生）
- 名探偵コナン ファントム狂詩曲（五十嵐きよ子）
- ロボットガールズZ ONLINE（ブロッケン伯爵）

2015年
- DEAD OR ALIVE 5 LAST ROUND（レイチェル）

2016年
- チェインクロニクル〜絆の新大陸〜（神崎すみれ）

2019年
- EVE rebirth terror（謎の女B）
- ゴシックは魔法乙女〜さっさと契約しなさい！〜（神崎すみれ）
- ラングリッサー モバイル（神崎すみれ）
- 新サクラ大戦（神崎すみれ）
- デッドオアアライブ6（レイチェル）

2021年
- 放置少女〜百花繚乱の萌姫たち〜（神崎すみれ）

### 吹き替え

#### 洋画
- 赤毛のアン（ジョジー・パイ〈ミランダ・ドゥ・ペンシエ〉）※ダイジェスのトソフト版
  - 続・赤毛のアン アンの青春（エシー〈キャスリン・トレイナー〉、ジョジー・パイ〈ミランダ・ドゥ・ペンシエ〉）※ダイジェストのソフト版
- エクストラマリタル（エリザベス・バートン）
- グーニーズ（アンディ〈ケリー・グリーン〉[78]）※TBS版
- ジェシカ・シンプソンのワーキング・ブロンド（デブラ）
- スウィンガーズ（ニッキ）
- スクリーム2（モーリーン・エヴァンス）
- ダブル・インパクト（ダニエル）※ビデオ版
- ネバーエンディング・ストーリー3（コイル〈ニコール・パーカー〉）※ソフト版
- ハリーとヘンダスン一家（サラ・ヘンダスン）※ビデオ版
- フィリピン陥落 -バターン半島1942-（マギー）
- フォー・ルームス（魔女）
- ワイアット・アープ ※テレビ東京版

#### 海外ドラマ
- ER緊急救命室シーズン10 #19（キャンベル〈アシュリー・ローレンス〉）
- 機甲戦虫紀LEXX（ゼヴ・ベリンガー）
- 新スタートレック（テイト少尉）
- ベイウォッチ（C.J.パーカー）

#### 海外アニメ
- イウォーク物語（ニーサ〈クリー・サマー〉）※ビデオ版
- ギャラクシー・ハイスクール（ブーイ）
- ザ・シンプソンズ（ジェシカ・ラブジョイ）
- 時光代理人 -LINK CLICK-（陳瀟〈チェン・シャオ〉の母）
- スヌーピーとチャーリーブラウン（フランクリン）

### ラジオ
- 宇宙英雄物語（KBS京都、栃木放送、大分放送、東海ラジオ：アゼル）
- 神崎風塵流 くまもとコミかるNetwork（熊本放送）
- サクラ大戦帝撃通信局（ニッポン放送：神崎すみれ）
- サクラ大戦番外編ドラマ（ニッポン放送：神崎すみれ）
- SUNTORY Saturday Waiting Bar "AVANTI"（TOKYO-FM：取手〈旧姓：南〉由布子）
- 青春アドベンチャー（NHK-FM）
  - 『完璧な涙』（機械音声）
  - 『ゲノム・ハザード』（奥村千明）
  - 『ジャガーになった男』（おね、オーネ）
- 那智チャコハッピーフレンズ（文化放送：コーナーリポーター）
- 広井王子のマル天ミックス!（文化放送：ゲスト）
- ブラックロッド（ヴァージニア9）
- 有楽町帝撃通信局（ニッポン放送：神崎すみれ）
- ミュージック・リラクゼーション（NHK-FM：案内役）
- にっぽんのうた 世界の歌（2009年4月 - 2012年3月、NHK-FM：案内役）

### テレビドラマ
- 想い出づくり。 第7話「夜の道ではなく─。」（1981年）
- ザ・ハングマンII 第11話「ヤミの談合ナマ中継」（1982年）
- 峠の群像（1982年）
- 連続テレビ小説 おしん（1983年） - お夏
- 超力戦隊オーレンジャー（1995年） - 火野先生
- 虹色定期便「プロジェクト・エデン」（1997年） - フレイヤ=村瀬涼子
- ボイスラッガー（1999年） - アイラシュライン
- 特捜戦隊デカレンジャー（2004年） - ユイルワー星人ミーメの声

### 映画
- だいじょうぶマイ・フレンド（1983年）[12]
- 幻魔殺法帖 新選組秘抄（1997年） - 紅
- 母べえ（2008年）
- 仮面ライダー×仮面ライダー×仮面ライダー THE MOVIE 超・電王トリロジー EPISODE BLUE 派遣イマジンはNEWトラル（2010年） - マンティスイマジンの声

### オリジナルビデオ
- ガールズ・イン・トラブル スペース・スクワッド エピソードゼロ（2017年） - ヘルバイラの声[79]

### CM
- ファーストキッチン（店外アナウンスの声）
- 宝酒造『よかいち』（榊莫山に呼びかける弟子の役）※女優として
- デイリーヤマザキ（インフォメーションの声）

### CD
- ああっ女神さまっ 特典王（火狩）
- あのこに1000%（シンディ・ローク）
- インフェリウス惑星戦史外伝 CONDITION GREEN（リリー・ゴールドマン）
- Weiß kreuz Dramatic Image Album III SCHWARZ I（シルビア・リン）
  - Weiß kreuz Dramatic Image Album IV SCHWARZ II（シルビア・リン）
- With Healing Voice 胎教（ヒーリングボイス）
- With Healing Voice プラス思考（ヒーリングボイス）
- NG騎士ラムネ&40 3 ときめき!裏の三姉妹（アセロラ）
- オーディオRPG 超龍戦記ザウロスナイト（サイラ）
- 王都妖奇譚 ドラマCD（小野氷月）
- 小田急電鉄 ルートカリフォルニア
- 快傑蒸気探偵団（周蘭々）
- きゃんきゃんバニー ドラマCD（桜沢香織）
- 幻想大陸（オーシャ）
- VOICEFANTASY VOL.2 「恋泥棒三姉妹」
- GS美神 極楽大作戦!! ドラマCD各作品（小笠原エミ）
- サイレントメビウスドラマアルバム2 WARING（アニー）
- サクラ大戦 ドラマCD各作品（神崎すみれ）
- CDシアター ドラゴンクエスト（III・ステラ）（IV・マーニャ）
- 花のあすか組! 外伝（堂本ミコ）
- 吸血鬼ハンター 風立ちてD（リナ）
- 街 第Qの男 〜QはquestionのQ〜（日曜日）
- 魔討奇譚 ZANKAN! ドラマティックCD BOOK（クスカ）
- 世界樹の下で
- ミニ・ベスト
- Flying Heart
- Voice
- OH TACO
  - UWFインターナショナルに当時所属していたプロレスラーの安生洋二・高山善廣・山本健一3名のユニットである、「ゴールデン・カップス」との共同名義。
- 危ない土曜日
  - 「DELUXE エリアル接触編 THE BEGINNING」 エンディング主題歌
  - キャンディーズの同名曲を林原めぐみ、水谷優子との3人組でカバー
- フォトCD 富沢美智恵の夢見るシンデレラ
- 真冬の流れ星（WITH YOUとして）
- ラ・ピュセル 光の聖女伝説 ドラマCD（マージョリー）
- 乱丸XXX（乱丸淫子）

### ナレーション
- ウルトラ必殺技大百科（日本コロムビア）
- おねがい!マスカット（テレビ東京）
- おねだり!!マスカット（テレビ東京）
- ちょいとマスカット!（テレビ東京）
- おねだりマスカットDX!（テレビ東京）
- おねだりマスカットSP!（テレビ東京）
- マスカットナイト（テレビ東京）
- マスカットナイト・フィーバー!!!（テレビ東京）
- 恵比寿マスカッツ横丁!（テレビ東京）
- 恵比寿マスカッツのすぽスポSPORTS （BSスカパー!）
- 恵比寿マスカッツ真夜中のワイドショー（AbemaTV）
- 恵比寿マスカッツ 真夜中の運動会（AbemaTV）
- おねうち!!!マスカット（AbemaTV）
- 世界の決定的瞬間（日本テレビ）
- 世界の果てまでイッテQ!（日本テレビ、女性の吹き替え）
- びっくり法律旅行社 → 世界びっくり旅行社（NHK）
- 世界まる見え!テレビ特捜部（日本テレビ、女性の吹き替え）
- 町中華で飲ろうぜ（BS-TBS）
- プリティガレッジ

### 音声解説（アイパートナー）

#### テレビドラマ
- 高嶺の花（日本テレビ）
- 白衣の戦士!（日本テレビ）
- こっち向いてよ向井くん（日本テレビ、2023年7月12日 - ）
- 街並み照らすヤツら（日本テレビ）
- マル秘の密子さん（日本テレビ）
- 潜入兄妹 特殊詐欺特命捜査官（日本テレビ）
- アンサンブル（日本テレビ）
- となりのナースエイド（日本テレビ）
- となりのナースエイドSP2025（日本テレビ）

### その他コンテンツ
- アニソン女子部 各イベント・ライブ
- うちのひと がっこうのひと
- サクラ大戦歌謡ショウ（神崎すみれ）
- CRサクラ大戦（神崎すみれ）
- ロマントピア藤原京'95 カプコンパビリオン ストリートファイターII〜よみがえる藤原京〜（春麗）
- とんでけグッチョンパ
- なんでもQ（オリジナル曲「まったく、まったく、まったクモー」の歌手）
- 「祈り」-小惑星探査機 はやぶさ の物語-（JAXA：女神）
- マジカルハロウィン（ローズマリー・ベルガモット）
- マジカルハロウィン2（ローズマリー・ベルガモット）
- 天才てれびくんYOU（みずえ）
- オーチス製のエレベーター（全機種のアナウンス）
- AMANO駐車券精算機アナウンス

## ディスコグラフィ

### アルバム

#### オリジナル・アルバム
|     | 発売日       | タイトル     | 規格品番   | オリコン 最高位 |
| --- | ------------ | ------------ | ---------- | --------------- |
| 1st | 1994年6月1日 | 世界樹の下で | COCC-11620 | 75位            |

#### ミニ・アルバム
|     | 発売日                   | タイトル     | 規格品番   | オリコン 最高位 |
| --- | ------------------------ | ------------ | ---------- | --------------- |
| 1st | 1990年6月27日            | Flying Heart | TYDY-5132  | 圈外            |
| 1st | 1994年12月21日（再発売） | Flying Heart | TYCY-5414  | 圈外            |
| ※   | 1994年9月21日            | MINI BEST    | MECH-18002 | 圈外            |
| 2nd | 1994年11月21日           | VOICE        | COCC-11987 | 圈外            |
| 2nd | 2009年6月22日（R盤）     | VOICE        | CORR-10301 | 圈外            |

#### ライブ・アルバム
|     | 発売日        | タイトル               | 規格品番      | オリコン 最高位 |
| --- | ------------- | ---------------------- | ------------- | --------------- |
| 1st | 1995年6月21日 | Special Live '94 Voice | COCC-12674～5 | 圈外            |

### 歌手参加楽曲
| 発売日         | 商品名                                                | 歌         | 楽曲                                             | 備考                                         |
| -------------- | ----------------------------------------------------- | ---------- | ------------------------------------------------ | -------------------------------------------- |
| 1984年9月25日  | 超時空騎団サザンクロスIII オリジナルドラマ メモワール | 富沢美智恵 | 「私の白い部屋」 「恋のサザンウインド」 「約束」 | テレビアニメ『超時空騎団サザンクロス』関連曲 |
| 1996年11月25日 | PRETTY in WHITE 〜声優達のクリスマス〜                | 富沢美智恵 | 「サンタが町にやってくる」                       |                                              |
| 2000年3月23日  | VOICE FANTASY VOL.2 「恋泥棒三姉妹」                  | 富沢美智恵 | 「Scene」                                        |                                              |
| 2015年2月25日  | 声優レアグルーヴ2                                     | 富沢美智恵 | 「Wild Night」                                   |                                              |

### キャラクターソング
| 発売日   | 商品名                                                                                   | 歌                                                                                       | 楽曲                                                                  | 備考                                                                                                 |
| 1986年   | 1986年                                                                                   | 1986年                                                                                   | 1986年                                                                | 1986年                                                                                               |
| -------- | ---------------------------------------------------------------------------------------- | ---------------------------------------------------------------------------------------- | --------------------------------------------------------------------- | --- |
| 7月2日   | GALL FORCE ETERNAL BAND                                                                  | GALL FORCE ETERNAL BAND                                                                  | 「素顔のスパイたち」                                                  | OVAシリーズ『ガルフォース』イメージソング                                                            |
| 1987年   |                                                                                          |                                                                                          |                                                                       | |
| 5月21日  | プロジェクトA子2 大徳寺財閥の陰謀 音楽編                                                 | 摩神英子（伊藤美紀）、大徳寺美子（篠原恵美）、寿詩子（富沢美智恵）                       | 「うわさのSuper Girl」                                                | OVAシリーズ『プロジェクトA子2 大徳寺財閥の陰謀』関連曲                                               |
| 1988年   |                                                                                          |                                                                                          |                                                                       | |
| 7月21日  | プロジェクトA子3〜シンデレラ・ラプソディ〜 音楽編                                        | 摩神英子（伊藤美紀）、大徳寺美子（篠原恵美）、寿詩子（富沢美智恵）                       | 「シンデレラ♡ラプソディ」                                             | OVAシリーズ『プロジェクトA子3 シンデレラ♥ラプソディ』関連曲                                          |
| 12月4日  | バブルガム・クライシス5                                                                  | リンナ山崎（富沢美智恵）                                                                 | 「真夜中の主役」                                                      | OVAシリーズ『バブルガムクライシス』関連曲                                                            |
| 1989年   |                                                                                          |                                                                                          |                                                                       | |
| 4月8日   | きまぐれオレンジ☆ロード Loving Heart                                                     | 春日まなみ（富沢美智恵）、春日くるみ（本多知恵子）                                       | 「優しいジェラシー」                                                  | OVAシリーズ『きまぐれオレンジ☆ロード』関連曲                                                         |
| 7月25日  | 宇宙英雄物語イメージアルバム                                                             | アゼル（富沢美智恵）                                                                     | 「魔法の爆弾アゼル」                                                  | OVAシリーズ『宇宙英雄物語』関連曲                                                                    |
| 8月23日  | バブルガムクライシス6                                                                    | リンナ山崎（富沢美智恵）                                                                 | 「ハートはニュートラル」                                              | OVAシリーズ『バブルガムクライシス』関連曲                                                            |
| 8月23日  | プロジェクトA子 DJスペシャル                                                             | 寿詩子（富沢美智恵）                                                                     | 「童謡メドレー」                                                      | OVAシリーズ『プロジェクトA子』関連曲                                                                 |
| 1990年   |                                                                                          |                                                                                          |                                                                       | |
| 3月7日   | バブルガムクライシス7                                                                    | リンナ山崎（富沢美智恵）                                                                 | 「Come into action」                                                  | OVAシリーズ『バブルガムクライシス』関連曲                                                            |
| 7月25日  | スーパーリアル麻雀大好きマガジン 突刊みつめていいよ 夏休み大増刊号                       | 未来（富沢美智恵）                                                                       | 「ANGEL離さない」 「LADY IN THE MOONLIGHT」                           | スーパーリアル麻雀大好きマガジン夏休み増刊号『突刊みつめていいよ 夏休み大増刊号』関連曲              |
| 8月25日  | レディース 〜ソング・オブ・ガルフォース〜                                                | ポニー（富沢美智恵）                                                                     | 「In the Earth〜愛という名の星で」                                    | OVAシリーズ『ガルフォース』関連曲                                                                    |
| 8月25日  | レディース 〜ソング・オブ・ガルフォース〜                                                | The GALLFORCE                                                                            | 「Dream Again (Special Version)」                                     | OVAシリーズ『ガルフォース』関連曲                                                                    |
| 10月21日 | 決定版! 魔獣戦士ルナ・ヴァルガー 主題歌全曲集                                            | ルナ（富沢美智恵）                                                                       | 「Oh! Miss Tough」                                                    | OVAシリーズ『魔獣戦士ルナ・ヴァルガー』関連曲                                                        |
| 10月21日 | 決定版! 魔獣戦士ルナ・ヴァルガー 主題歌全曲集                                            | ゼナ（井上喜久子）、ヴィーナ（皆口裕子）、ルナ（富沢美智恵）                             | 「見つめさせて」                                                      | OVAシリーズ『魔獣戦士ルナ・ヴァルガー』関連曲                                                        |
| 11月11日 | ガルフォース地球章3 オリジナル・ビデオ・アニメ・サウンドトラック                         | The GALLFORCE                                                                            | 「Endless Love Again」                                                | OVAシリーズ『ガルフォース』関連曲                                                                    |
| 12月26日 | バブルガムクライシス8                                                                    | リンナ山崎（富沢美智恵）                                                                 | 「Route California」                                                  | OVAシリーズ『バブルガムクライシス』関連曲                                                            |
| 1991年   |                                                                                          |                                                                                          |                                                                       | |
| 2月12日  | LUNA Great                                                                               | ルナ（深見梨加）                                                                         | 「ルナ・ヴァルガー走る!」                                             | OVAシリーズ『魔獣戦士ルナ・ヴァルガー』関連曲                                                        |
| 3月21日  | JOKERシリーズ〜ファースト・コンタクト                                                    | ジョーカー男（速水奨）、ジョーカー女（富沢美智恵）                                       | 「クラッシュ・ユア・ハート」                                          | |
| 3月21日  | JOKERシリーズ〜ファースト・コンタクト                                                    | ジョーカー女（富沢美智恵）                                                               | 「ラヴィング・ユー」                                                  | |
| 7月1日   | 美少女戦士セーラームーン 〜愛はどこにあるの?〜                                           | 火野レイ（深見梨加）、水野亜美（久川綾）                                                 | 「ほっとけないよ」                                                    | テレビアニメ『美少女戦士セーラームーン』関連曲                                                       |
| 7月1日   | 美少女戦士セーラームーン 〜愛はどこにあるの?〜                                           | 月野うさぎ（三石琴乃）、水野亜美（久川綾）、火野レイ（富沢美智恵）                       | 「月にかわっておしおきよ」                                            | テレビアニメ『美少女戦士セーラームーン』関連曲                                                       |
| 11月21日 | 美少女戦士セーラームーン 〜In Another Dream〜                                            | 火野レイ（深見梨加）                                                                     | 「永遠のメロディ」                                                    | テレビアニメ『美少女戦士セーラームーン』関連曲                                                       |
| 1993年   |                                                                                          |                                                                                          |                                                                       | |
| 6月1日   | 美少女戦士セーラームーンR 〜未来へ向かって〜                                             | セーラーマーズ/ 火野レイ（富沢美智恵）                                                   | 「聖・炎・愛〜Fire Soul Love〜」                                      | テレビアニメ『美少女戦士セーラームーンR』関連曲                                                      |
| 12月1日  | Moon Revenge/I am セーラームーン                                                         | セーラー戦士                                                                             | 「Moon Revenge」                                                      | 劇場アニメ『劇場版美少女戦士セーラームーンR』主題歌                                                  |
| 12月1日  | Moon Revenge/I am セーラームーン                                                         | セーラームーン（三石琴乃）&セーラー戦士                                                  | 「I am セーラームーン」                                               | 劇場アニメ『メイクアップ!セーラー戦士』主題歌                                                        |
| 12月21日 | 美少女戦士セーラームーンR 音楽集                                                         | セーラー戦士                                                                             | 「Moon Revenge」                                                      | 劇場アニメ『劇場版美少女戦士セーラームーンR』主題歌                                                  |
| 12月21日 | 美少女戦士セーラームーンR 音楽集                                                         | セーラームーン（三石琴乃）&セーラー戦士                                                  | 「I am セーラームーン」                                               | 劇場アニメ『メイクアップ!セーラー戦士』主題歌                                                        |
| 1994年   |                                                                                          |                                                                                          |                                                                       | |
| 1月21日  | GS美神 美しき逃亡者シリーズ III 小笠原エミ                                               | 小笠原エミ（富沢美智恵）                                                                 | 「呪いのクイーン」                                                    | テレビアニメ『GS美神』関連曲                                                                         |
| 6月1日   | わたしの彼 銀河編                                                                        | セーラーマーズ/ 火野レイ（富沢美智恵）                                                   | 「わたしの彼 銀河編」                                                 | テレビアニメ『美少女戦士セーラームーンR』関連曲                                                      |
| 4月21日  | 美少女戦士セーラームーンR 〜乙女の詩集〜                                                 | セーラーマーズ/ 火野レイ（富沢美智恵）                                                   | 「わたしの彼 銀河編」                                                 | テレビアニメ『美少女戦士セーラームーンR』関連曲                                                      |
| 7月21日  | PCエンジン版「美少女戦士セーラームーン」主題歌                                           | セーラー戦士                                                                             | 「恋する乙女は負けない」 「同じ星に生まれた二人だから」               | テレビアニメ『美少女戦士セーラームーンR』関連曲                                                      |
| 10月1日  | タキシード・ミラージュ/愛の戦士                                                          | セーラー戦士                                                                             | 「タキシード・ミラージュ」                                            | テレビアニメ『美少女戦士セーラームーンS』エンディングテーマ                                          |
| 11月21日 | 美少女戦士セーラームーンS BIG BOX                                                        | セーラー戦士                                                                             | 「Moon Revenge」 「タキシード・ミラージュ」                           | テレビアニメ『美少女戦士セーラームーンS』関連曲                                                      |
| 1995年   |                                                                                          |                                                                                          |                                                                       | |
| 12月1日  | 美少女戦士セーラームーンSuperS Christmas For You                                         | セーラー戦士                                                                             | 「赤鼻のトナカイ」 「きよしこの夜」                                   | テレビアニメ『美少女戦士セーラームーンSuperS』関連曲                                                 |
| 12月1日  | 美少女戦士セーラームーンSuperS Christmas For You                                         | 火野レイ（富沢美智恵）                                                                   | 「サンタクロースがやってくる」 「ホワイト・クリスマス」               | テレビアニメ『美少女戦士セーラームーンSuperS』関連曲                                                 |
| 1996年   |                                                                                          |                                                                                          |                                                                       | |
| 11月1日  | 美少女戦士セーラームーンセーラースターズ Merry Christmas!                                | セーラー戦士                                                                             | 「セーラームーン・クリスマス」 「赤鼻のトナカイ」 「きよしこの夜」    | テレビアニメ『美少女戦士セーラームーンセーラースターズ』関連曲                                       |
| 11月1日  | 美少女戦士セーラームーンセーラースターズ Merry Christmas!                                | 火野レイ（富沢美智恵）                                                                   | 「星に願いを」 「ラスト・クリスマス」                                 | テレビアニメ『美少女戦士セーラームーンセーラースターズ』関連曲                                       |
| 11月1日  | セーラームーン・クリスマス                                                               | セーラー戦士                                                                             | 「セーラームーン・クリスマス」                                        | テレビアニメ『美少女戦士セーラームーンセーラースターズ』関連曲                                       |
| 12月18日 | サクラ大戦 帝撃歌謡全集                                                                  | 神崎すみれ（富沢美智恵）                                                                 | 「なやましマンボ」 「愛はダイヤ」                                     | セガサターン用ソフト『サクラ大戦』関連曲                                                             |
| 12月21日 | 炎の狙撃者（FLAME SNIPER）                                                               | セーラーマーズ/ 火野レイ（富沢美智恵）                                                   | 「炎の狙撃者（FLAME SNIPER）」                                        | テレビアニメ『美少女戦士セーラームーン セーラースターズ』関連曲                                      |
| 1997年   |                                                                                          |                                                                                          |                                                                       | |
| 5月21日  | エルフを狩るモノたち キャラクターズソングブック                                          | 小宮山愛理（富沢美智恵）                                                                 | 「Angel Blue」                                                        | テレビアニメ『エルフを狩るモノたち』関連曲                                                           |
| 11月21日 | エルフを狩るモノたち I&II キャラクターソングブック Complete                              | 小宮山愛理（富沢美智恵）                                                                 | 「NOと言えばいいのに」                                                | テレビアニメ『エルフを狩るモノたち』関連曲                                                           |
| 1998年   |                                                                                          |                                                                                          |                                                                       | |
| 10月29日 | 檄！帝国華撃団（改）                                                                     | マリア・タチバナ（高乃麗）、真宮寺さくら（横山智佐）、神崎すみれ（富沢美智恵）           | 「檄！帝国華撃団（改）」                                              | セガサターン用ソフト『サクラ大戦2 〜君、死にたもうことなかれ〜』オープニングテーマ                   |
| 4月29日  | サクラ大戦2 歌謡全集                                                                     | マリア・タチバナ（高乃麗）、真宮寺さくら（横山智佐）、神崎すみれ（富沢美智恵）           | 「檄！帝国華撃団（改）」                                              | セガサターン用ソフト『サクラ大戦2 〜君、死にたもうことなかれ〜』関連曲                               |
| 4月29日  | サクラ大戦2 歌謡全集                                                                     | 神崎すみれ（富沢美智恵）                                                                 | 「絶対運命のタンゴ」                                                  | セガサターン用ソフト『サクラ大戦2 〜君、死にたもうことなかれ〜』関連曲                               |
| 7月17日  | サクラ大戦2 蒸気蓄音館                                                                   | 神崎すみれ（富沢美智恵）                                                                 | 「檄！帝国華撃団（改）すみれバージョン」                              | セガサターン用ソフト『サクラ大戦2 〜君、死にたもうことなかれ〜』関連曲                               |
| 11月18日 | 奇跡の鐘 〜So special a day〜/Happy Day Happy X'mas                                      | 真宮寺さくら（横山智佐）、マリア・タチバナ（高乃麗）、神崎すみれ（富沢美智恵）           | 「奇跡の鐘 〜So special a day〜」                                     | セガサターン用ソフト『サクラ大戦2 〜君、死にたもうことなかれ〜』関連曲                               |
| 1999年   |                                                                                          |                                                                                          |                                                                       | |
| 6月2日   | これがレビュウ!                                                                          | 真宮寺さくら（横山智佐）、マリア・タチバナ（高乃麗）、神崎すみれ（富沢美智恵）           | 「これがレビュウ!」                                                   | メディアミックス『サクラ大戦』関連曲                                                                 |
| 7月7日   | サクラ大戦 新・歌謡全集                                                                  | 真宮寺さくら（横山智佐）、マリア・タチバナ（高乃麗）、神崎すみれ（富沢美智恵）           | 「これがレビュウ!」                                                   | メディアミックス『サクラ大戦』関連曲                                                                 |
| 7月7日   | サクラ大戦 新・歌謡全集                                                                  | 神崎すみれ（富沢美智恵）、桐島カンナ（田中真弓）                                         | 「愛は永久に」                                                        | メディアミックス『サクラ大戦』関連曲                                                                 |
| 2000年   |                                                                                          |                                                                                          |                                                                       | |
| 8月23日  | キネマ行進/時代の列車                                                                    | 神崎すみれ（富沢美智恵）、桐島カンナ（田中真弓）                                         | 「キネマ行進曲」                                                      | OVAシリーズ『サクラ大戦〜轟華絢爛〜』第三話エンディング・テーマ                                      |
| 9月13日  | 赤いカチューシャ/センタースポット                                                        | 神崎すみれ（富沢美智恵）                                                                 | 「センタースポット」                                                  | テレビアニメ『サクラ大戦』挿入歌                                                                     |
| 10月12日 | サクラ大戦TVシリーズ 歌のアルバム                                                        | 神崎すみれ（富沢美智恵）                                                                 | 「センタースポット」                                                  | テレビアニメ『サクラ大戦』挿入歌                                                                     |
| 10月12日 | サクラ大戦TVシリーズ 歌のアルバム                                                        | 神崎すみれ（富沢美智恵）、マリア・タチバナ（高乃麗）                                     | 「雲雀の歌〜椿姫の夕より〜」                                          | テレビアニメ『サクラ大戦』関連曲                                                                     |
| 2001年   |                                                                                          |                                                                                          |                                                                       | |
| 1月11日  | avex mode selection ユーロゲキテイ                                                       | 神崎すみれ（富沢美智恵）、アイリス（西原久美子）、李紅蘭（渕崎ゆり子）                   | 「ユーロ恋の発車オーライ!」                                           | テレビアニメ『サクラ大戦3』関連曲                                                                    |
| 5月3日   | サクラ大戦3 ミュジークコレクシオン 巴里音楽館                                            | 帝国歌劇団                                                                               | 「檄！帝国華撃団III」                                                 | セガサターン用ソフト『サクラ大戦3』オープニングテーマ                                                |
| 5月30日  | サクラ大戦3 ヴォーカルコレクシオン 巴里歌謡全集                                          | 真宮寺さくら（横山智佐）、神崎すみれ（富沢美智恵）、アイリス（西原久美子）               | 「君偲ぶ歌」                                                          | セガサターン用ソフト『サクラ大戦3』関連曲                                                            |
| 5月30日  | サクラ大戦3 ヴォーカルコレクシオン 巴里歌謡全集                                          | 帝国歌劇団                                                                               | 「檄！帝国華撃団III」                                                 | セガサターン用ソフト『サクラ大戦3』関連曲                                                            |
| 7月25日  | サクラ大戦歌謡ショウ 五周年記念公演〜「海神別荘」より〜新・歌謡全集III                   | 神崎すみれ（富沢美智恵）                                                                 | 「幸せな夢」                                                          | |
| 7月25日  | サクラ大戦歌謡ショウ 五周年記念公演〜「海神別荘」より〜新・歌謡全集III                   | 真宮寺さくら（横山智佐）、神崎すみれ（富沢美智恵）、レニ・ミルヒシュトラーセ（伊倉一恵） | 「夜の海月」                                                          | |
| 12月19日 | 劇場版 サクラ大戦 活動写真 全曲集                                                        | 帝国歌劇団                                                                               | 「奇跡の鐘（劇場版）」                                                | 劇場版『サクラ大戦』主題歌                                                                           |
| 2002年   |                                                                                          |                                                                                          |                                                                       | |
| 4月10日  | サクラ大戦4 〜恋せよ乙女〜 全曲集                                                        | 帝国歌劇団                                                                               | 「檄!帝 〜最終章〜」 「君よ花よ」                                     | ドリームキャスト用ゲームソフト『サクラ大戦4 〜恋せよ乙女〜』主題歌                                   |
| 2005年   |                                                                                          |                                                                                          |                                                                       | |
| 3月23日  | ビックリマン大全集                                                                       | ヴィーナス白雪（富沢美智恵）                                                             | 「OH!ビックリマン・ワールド」                                         | テレビアニメ『ビックリマン』関連曲                                                                   |
| 2008年   |                                                                                          |                                                                                          |                                                                       | |
| 3月26日  | ドラマチックダンジョン サクラ大戦 〜君あるがため〜 「笑って、笑って」/「ZING ZING ZING」 | 帝都花組、巴里花組、紐育星組                                                             | 「笑って、笑って」                                                    | ニンテンドーDS用ゲームソフト『ドラマチックダンジョン サクラ大戦 〜君あるがため〜』エンディングテーマ |
| 2010年   |                                                                                          |                                                                                          |                                                                       | |
| 11月2日  | Magical Halloween2 ORIGINAL SOUNDTRACK                                                   | アリス（堀江由衣）、ローズ（富沢美智恵）、フロスト（釘宮理恵）、ノワール（茅原実里）     | 「まじかる☆カーニバル」                                               | パチスロ『マジカルハロウィン2』関連曲                                                                |
| 11月2日  | Magical Halloween2 ORIGINAL SOUNDTRACK                                                   | アリス（堀江由衣）、ローズ（富沢美智恵）                                                 | 「月歌 -ゲッカ-」                                                     | パチスロ『マジカルハロウィン2』関連曲                                                                |
| 2011年   |                                                                                          |                                                                                          |                                                                       | |
| 11月2日  | Magical Halloween みらくる★カルテット                                                    | ローズ（富沢美智恵）                                                                     | 「Sentimental Moon」                                                  | パチスロ機『マジカルハロウィン』関連曲                                                               |
| 2016年   |                                                                                          |                                                                                          |                                                                       | |
| 4月29日  | マジカルハロウィン5 オリジナル・サウンドトラック                                         | アリス（堀江由衣）、ローズ（富沢美智恵）                                                 | 「ハピ☆ラキ -Happy☆Lucky Girls-」                                     | パチスロ『マジカルハロウィン5』主題歌                                                                |
| 2018年   |                                                                                          |                                                                                          |                                                                       | |
| 12月1日  | サクラ大戦 〜熱き血潮に〜 オリジナル・サウンドトラック                                   | 神崎すみれ（富沢美智恵）他                                                               | 「花の戦士」 「花咲く乙女」                                           | パチスロ『サクラ大戦 〜熱き血潮に〜』主題歌                                                          |
| 12月1日  | サクラ大戦 〜熱き血潮に〜 オリジナル・サウンドトラック                                   | 神崎すみれ（富沢美智恵）                                                                 | 「マイ・フェイバリット・ミラー」 「花の戦士 (神崎すみれ Solo Ver.) 」 | パチスロ『サクラ大戦 〜熱き血潮に〜』主題歌                                                          |
| 2020年   |                                                                                          |                                                                                          |                                                                       | |
| 4月29日  | 新サクラ大戦 歌謡全集                                                                    | 神崎すみれ（富沢美智恵）、竜胆カオル（石川由依）、大葉こまち（白石涼子）                 | 「スタァ誕生」                                                        | テレビアニメ『新サクラ大戦 the Animation』関連曲                                                     |